# Dan Puican
Dan Puican (n. 6 martie 1933, Oltenița, Călărași, România – d. 14 august 2021, Mănăstirea Sâmbăta de Sus, Brașov, România) a fost actor și regizor la Radiodifuziunea Română. Este cel mai notabil pentru activitatea sa în domeniul teatrului radiofonic, fiind regizorul a peste 1000 de piese de teatru radiodifuzate.
A făcut parte din așa-zisa „Promoție de Aur” a Teatrului românesc, fiind coleg, printre alții cu George Constantin, Amza Pellea, Mircea Albulescu, Draga Olteanu Matei și Victor Rebengiuc.
A fost nepotul actorului Ion Puican, o vedetă a Operei Române. A fost căsătorit cu actrița Stela Popescu.

## Piese de teatru regizate
- integrala Anton Cehov (în perioada 1980–1985)
- integrala Ion Luca Caragiale
- Mizantropul și Școala nevestelor de Molière
- Hangița, Casa cea nouă, O întâmplare ciudată de Carlo Goldoni
- Neguțătorul din Veneția, Îmblânzirea scorpiei de William Shakespeare
- Capriciile Fenisei de Lope de Vega
- Maria Stuart, Wilhelm Tell de Friedrich von Schiller
- Căsătoria de Nikolai Gogol
- Candide, Maior Barbara de George Bernard Shaw
- Castelul pălărierului, de A. J. Cronin[3]
- piese de teatru românești din toate epocile
  - A murit Bubi (1978) de Tudor Mușatescu[4]
  - Capul de rățoi (1982) de George Ciprian
  - Mioara (1985) de Camil Petrescu
  - Trenurile mele de Tudor Mușatescu
- teatru pentru copii.